# (257234) Güntherkurtze
(257234) Güntherkurtze, désignation internationale (257234) Guntherkurtze, est un astéroïde de la ceinture principale.

## Description
(257234) Guntherkurtze est un astéroïde de la ceinture principale. Il fut découvert le 26 février 2009 à Calar Alto par Felix Hormuth. Il présente une orbite caractérisée par un demi-grand axe de 2,32 UA, une excentricité de 0,22 et une inclinaison de 1,7° par rapport à l'écliptique.

## Compléments